# Cheek Magazine
Pour les articles homonymes, voir Cheek.
Cheek Magazine est un média féministe en ligne gratuit, consacré à l'actualité féminine, fondé en octobre 2013 par les journalistes Myriam Levain, Julia Tissier et Faustine Kopiejwski.

## Histoire
La plateforme est créée en octobre 2013 par trois anciennes journalistes du magazine Be, dans le but de parler de culture et de sujets de société, et en n'abordant les sujets concernant la mode ou la beauté que sous un aspect sociétal. Le nom de Cheek provient de la contraction des mots « geek » et « chic ». Le projet initial est financé à hauteur de 30 000 € à partir de fonds personnels et avec le soutien d'un projet de financement participatif pour 10 000 €. Une nouvelle campagne de financement intitulée « Feminism is coming », en référence au « Winter is coming » de Jon Snow dans Game of Thrones, est lancée en 2016. 
Initialement, l'équipe comprend les trois fondatrices, et prévoit de faire appel à des journalistes bénévoles, avec le projet de les rémunérer. Le site se finance grâce à des publicités et des partenariats.
En 2017, Cheek Magazine est racheté par Les Inrockuptibles,.

## Positionnement
Le magazine cible les femmes de 25 à 35 ans, et selon les fondatrices, plutôt actives, urbaines et appartenant aux classes socioprofessionnelles supérieures.
En 2017, Cheek Magazine compte 300 000 visiteurs uniques par mois, et ses réseaux sociaux rassemblent 35 000 abonnés sur Facebook et 10 000 sur Twitter.